# Pesca

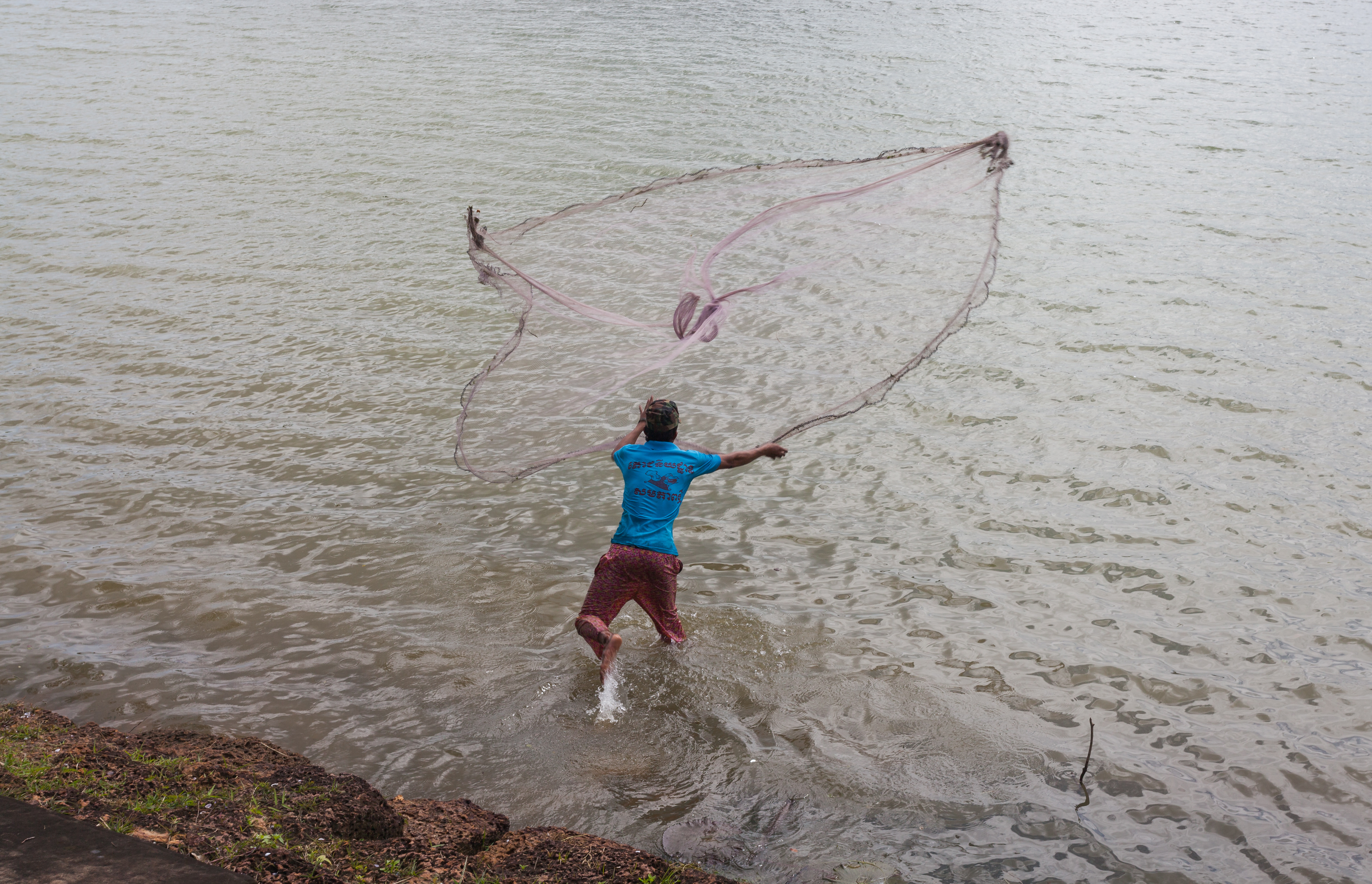
Pescador con red en Srah Srang, Angkor, Camboya.

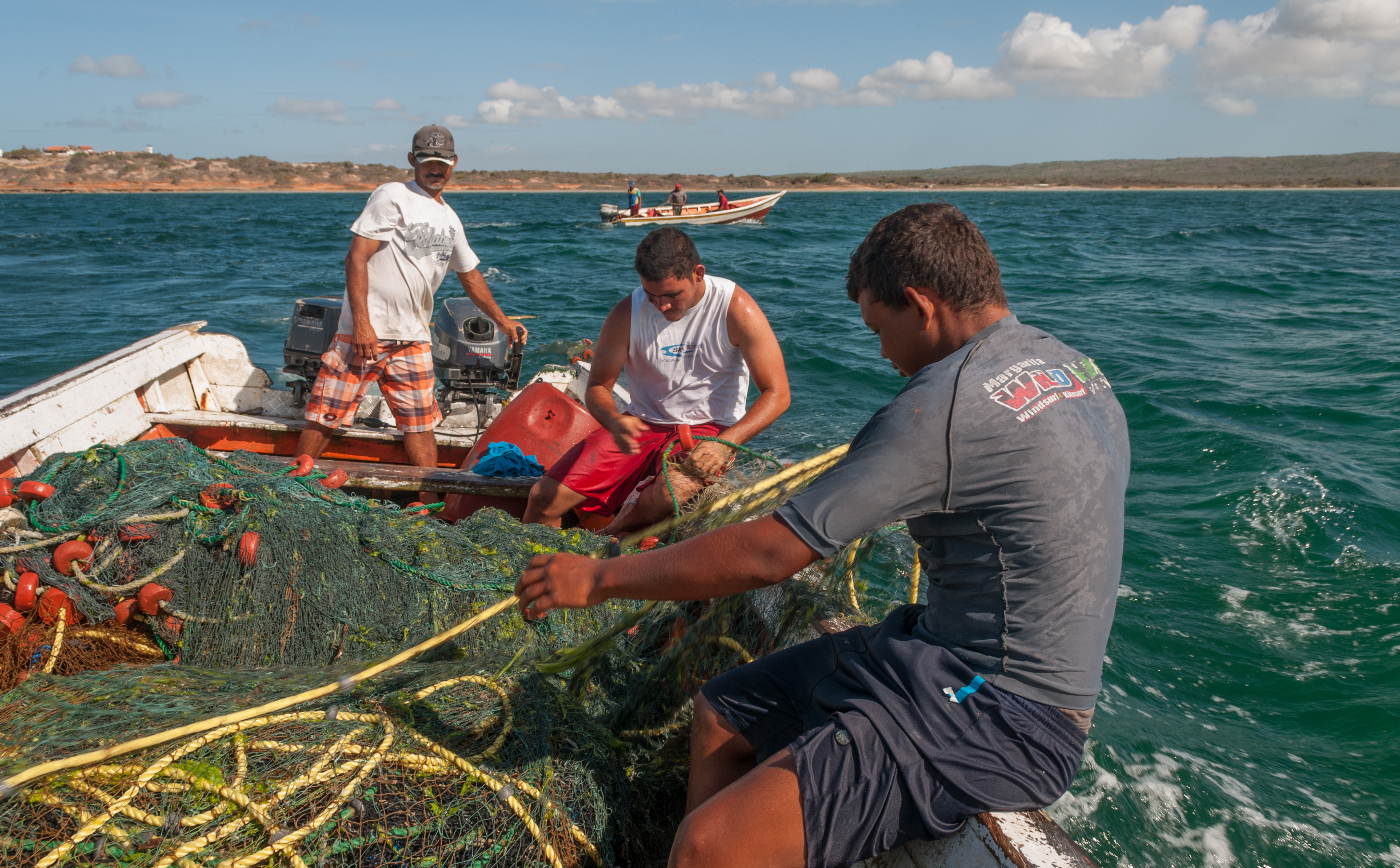
Pesca artesanal en la Isla de Margarita, Venezuela.

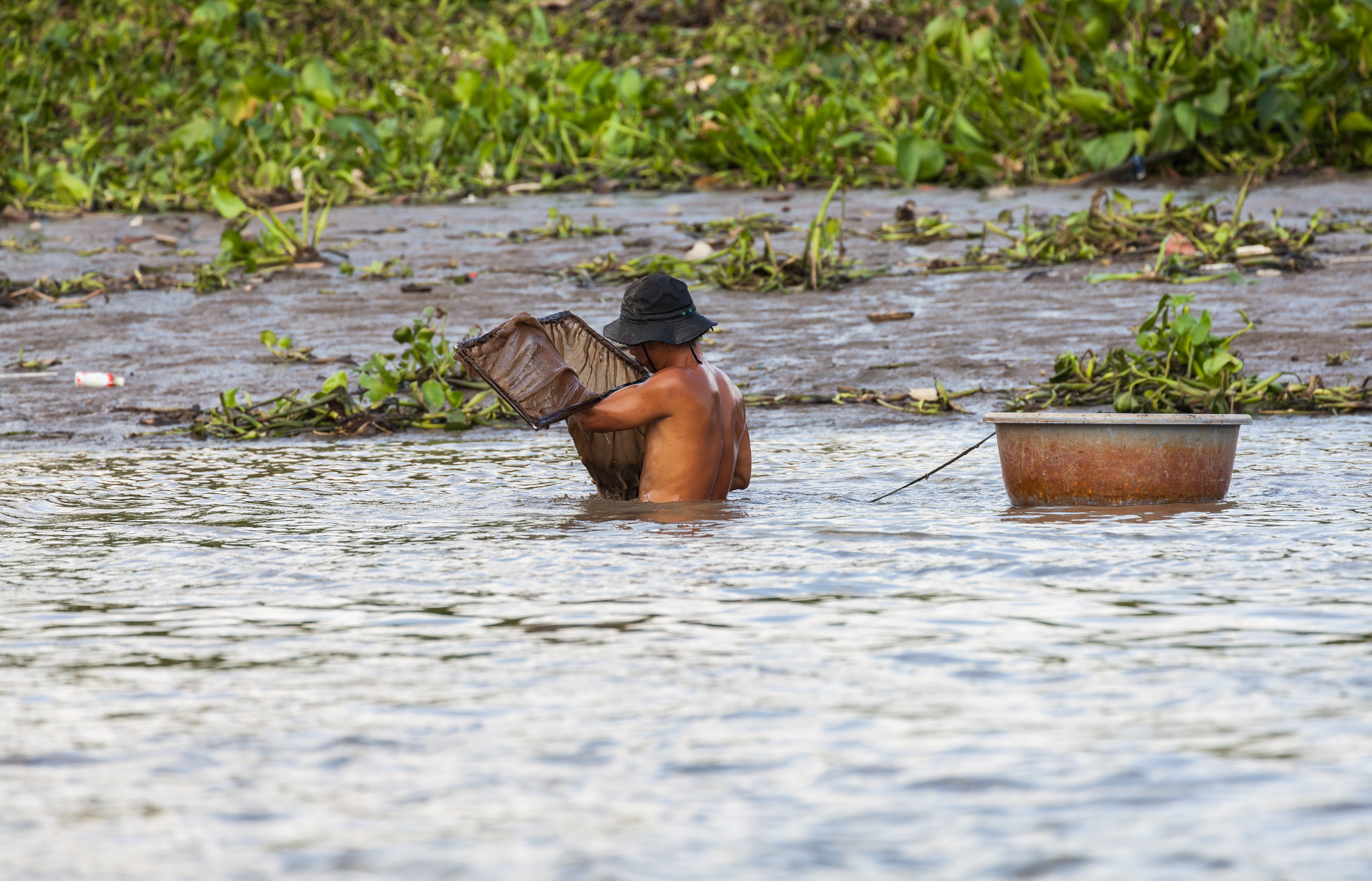
Pescadores en el río Saigón, Ciudad Ho Chi Minh, Vietnam.

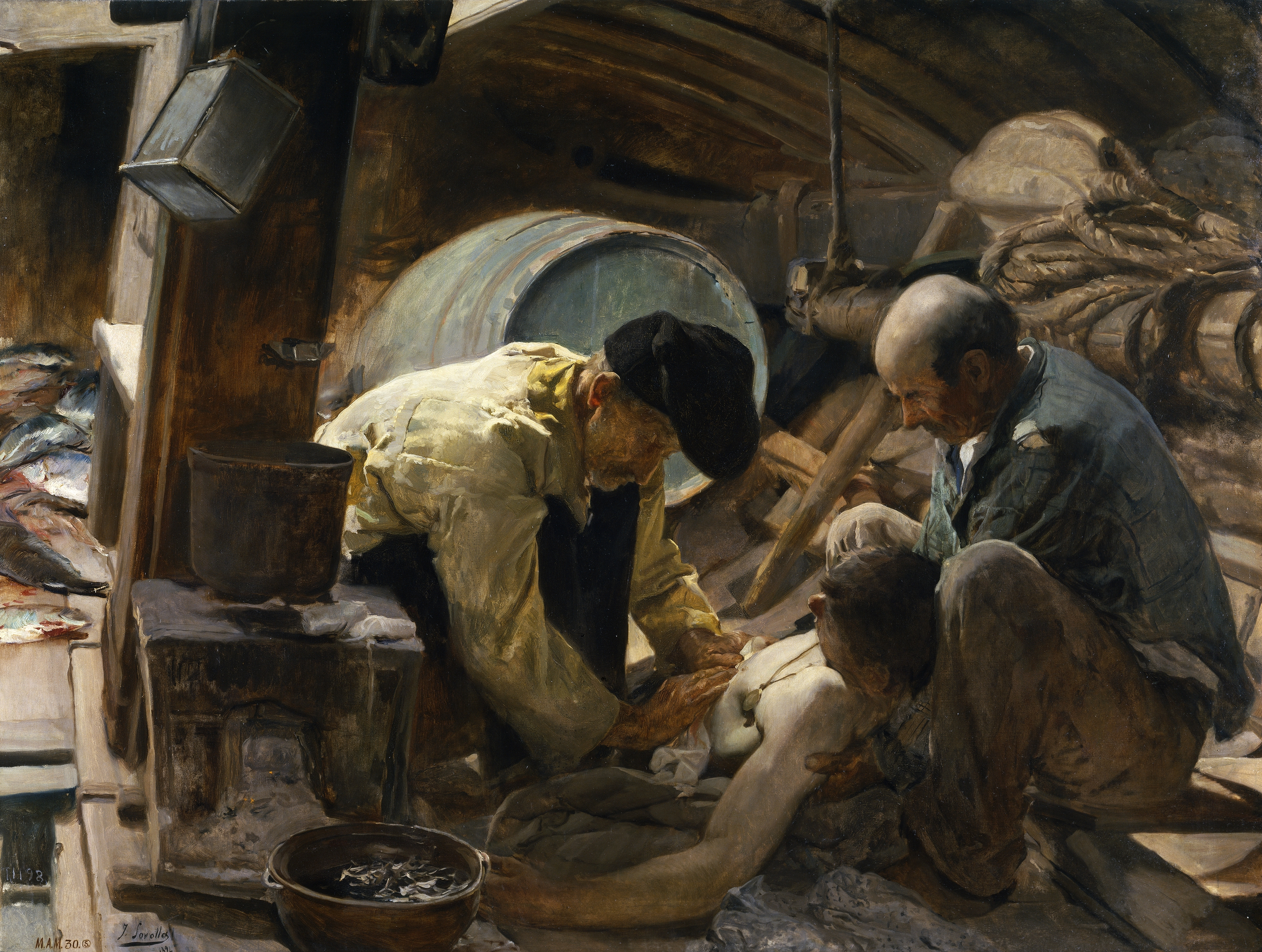
¡Y aún dicen que el pescado es caro! (1894), obra de Joaquín Sorolla, Museo del Prado.

La pesca se define como aquel oficio o arte que se realiza para capturar peces. Puede realizarse en aguas continentales o marítimas. Ancestralmente, la pesca ha consistido en una de las actividades económicas más tempranas de muchos pueblos del mundo.
Según estadísticas de la FAO y sus cifras del año 2010 (publicadas en 2012), el número total de pescadores y piscicultores en el mundo se estima en 56,8 millones. La misma estadística indica que el 84 % de las personas empleadas en el sector pesquero se encuentran en Asia. Mientras que el crecimiento de la actividad pesquera de captura se ha detenido o incluso muestra una cierta tendencia a la disminución, se observa un aumento sostenido en la cantidad de personas ocupadas en la acuicultura.

## Historia

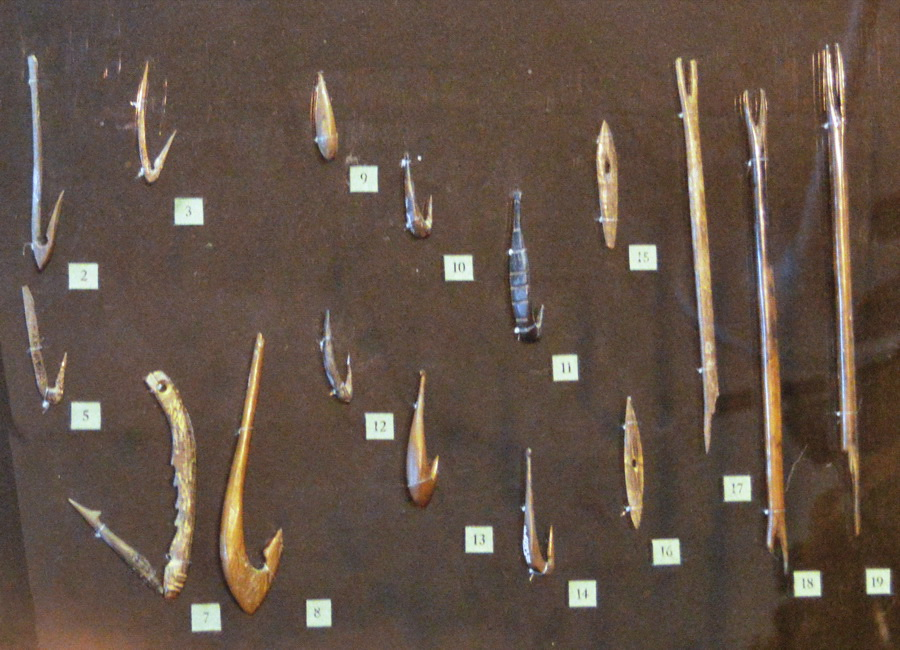
Herramientas de pesca del Mesolítico y Neolítico.

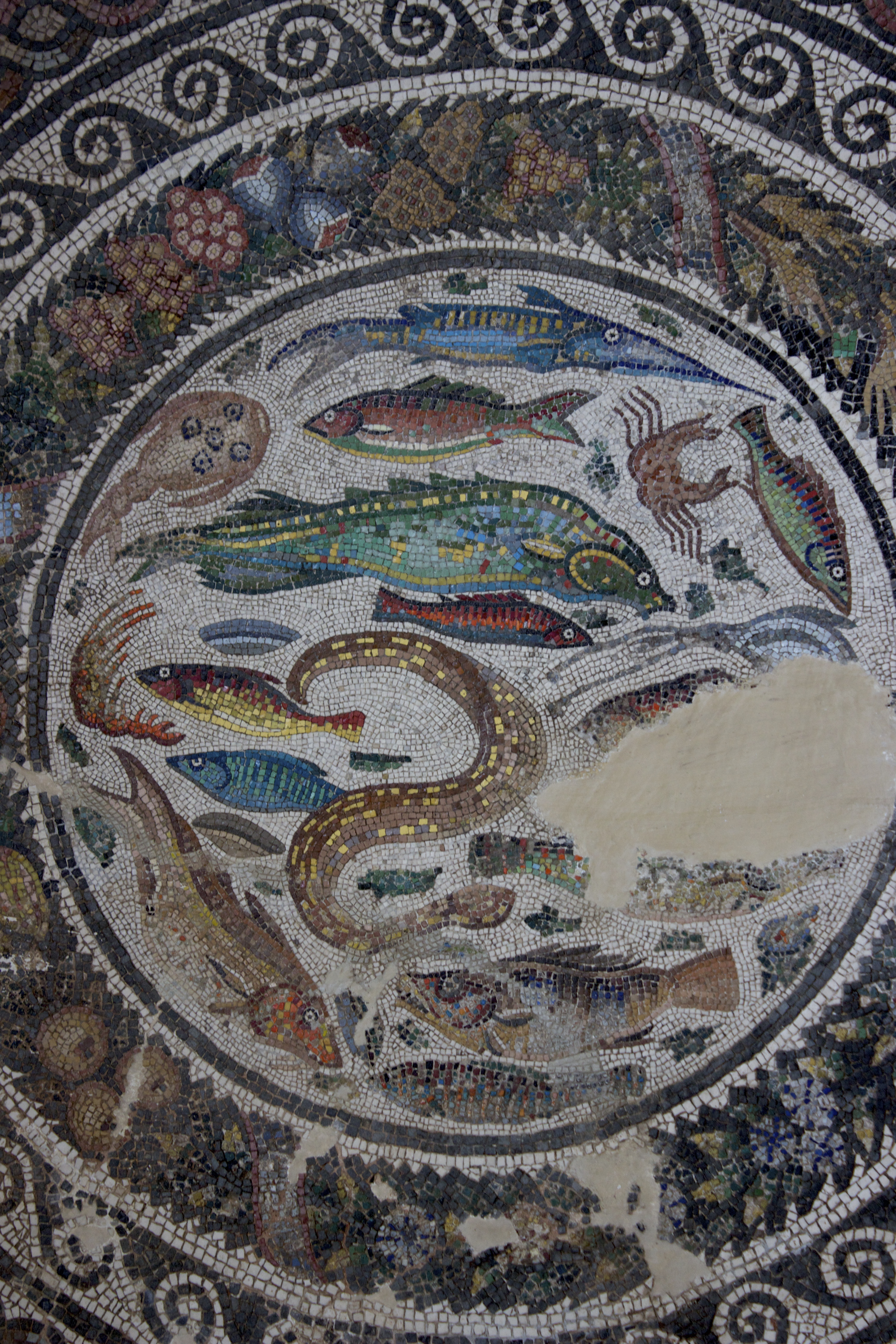
Mosaico romano conservado en el Museo de Santa Cruz de Toledo, España, con diversas especies de animales marinos, seguramente conocidos por su pesca y comercialización.

La pesca es una antigua práctica que se remonta al menos a principios del Paleolítico Superior, hace unos 40.000 años. Análisis isotópico de los restos del hombre de Tianyuan, un humano moderno de 40.000 años del este de Asia, ha demostrado que consumía regularmente pescado de agua dulce. Estudios arqueológicos de elementos tales como conchas, espinas de pescado desechadas y pinturas rupestres muestran que el marisco era importante para la supervivencia y se consumía en cantidades significativas. La pesca en África es evidente desde muy temprano en la historia de la humanidad. Los neandertales pescaban alrededor del 200.000 a. C. La gente podría haber desarrollado la cestería para las trampas de peces, y el hilado y las primeras formas de tejido de punto con el fin de hacer redes de pesca para poder capturar mayores cantidades de peces.
Durante este periodo, la mayoría de la gente llevaba un estilo de vida cazador-recolector y, por necesidad, estaba en constante movimiento. Sin embargo, cuando existen ejemplos tempranos de asentamientos permanentes (aunque no necesariamente ocupados de forma permanente), como los de Lepenski Vir, casi siempre están asociados a la pesca como principal fuente de alimento.

### Arrastre
El dogger británico fue un tipo muy primitivo de buque de pesca por arrastre de vela del siglo XVII, pero el arrastrero pesquero moderno se desarrolló en el siglo XIX, en el puerto pesquero inglés de Brixham. A principios del siglo XIX, los pescadores de Brixham necesitaban ampliar más que nunca su zona de pesca debido al continuo agotamiento de las poblaciones de peces que se estaba produciendo en las aguas sobreexplotadas del sur de Devon. El arrastrero de Brixham que se desarrolló allí era de construcción elegante y tenía un aparejo de garfio alto, lo que daba al buque la velocidad suficiente para hacer viajes de larga distancia a los caladeros del océano. También eran lo suficientemente robustos como para remolcar grandes redes de arrastre en aguas profundas. La gran flota de arrastre que se formó en Brixham le valió el título de "Madre de la pesca de altura".

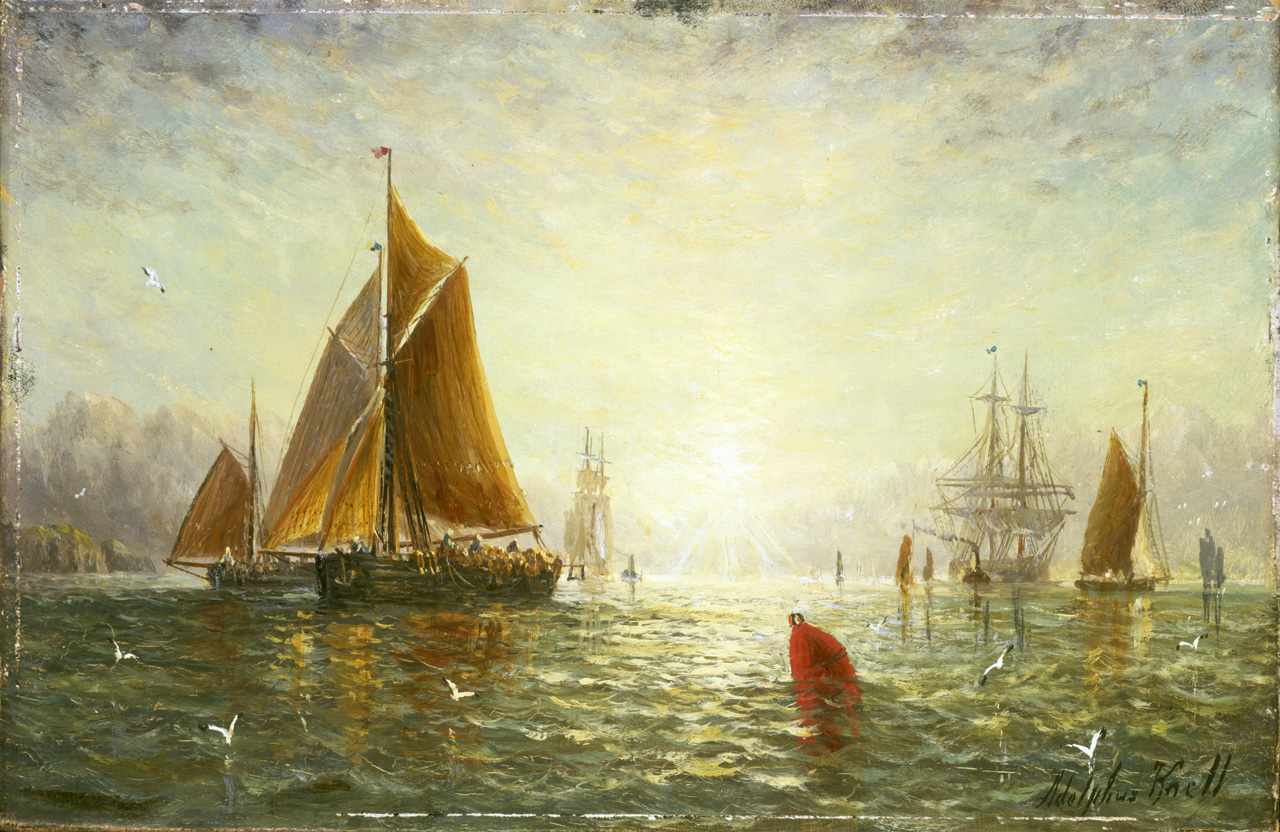
Pintura de A Brixham trawler por William Adolphus Knell. La pintura se encuentra ahora en el Museo Marítimo Nacional.

Este revolucionario diseño hizo posible por primera vez la pesca de arrastre a gran escala en el océano, lo que provocó una migración masiva de pescadores desde los puertos del sur de Inglaterra, hacia pueblos situados más al norte, como Scarborough, Hull, Grimsby, Harwich y Yarmouth, que eran puntos de acceso a los grandes caladeros del océano Atlántico.
El pequeño pueblo de Grimsby creció hasta convertirse en el mayor puerto pesquero del mundo a mediados del siglo XIX. En 1796 se obtuvo por primera vez una Ley del Parlamento que autorizaba la construcción de nuevos muelles y el dragado del puerto para hacerlo más profundo. No fue hasta 1846, con la tremenda expansión de la industria pesquera, cuando se constituyó la Grimsby Docks Company. La primera piedra del Muelle Real fue colocada por el príncipe consorte Alberto, en 1849. El muelle cubría 25 acres (10,1 ha) y fue inaugurado formalmente por la reina Victoria en 1854 como el primer puerto pesquero moderno.
El elegante arrastrero de Brixham influyó en las flotas pesqueras de todo el mundo. A finales del siglo XIX, había más de 3.000 arrastreros pesqueros en servicio en Gran Bretaña, casi 1.000 de ellos en Grimsby. Estos arrastreros se vendían a pescadores de toda Europa, incluidos los de Países Bajos y Escandinavia. Doce arrastreros pasaron a formar el núcleo de la flota pesquera alemana.
Los primeros barcos pesqueros propulsados a vapor aparecieron en la década de 1870 y utilizaban el sistema de pesca de arrastre, así como líneas y redes de deriva. Eran barcos grandes, normalmente de 24 a 27 m de eslora y con una manga de unos 6 m. Pesaban entre 40 y 50 toneladas y navegaban a 17–20 km/h. Los primeros pesqueros fueron diseñados y construidos por David Allan en Leith, Escocia, en marzo de 1875, cuando transformó una trainera a vapor. En 1877, construyó el primer arrastrero de vapor propulsado a hélice del mundo.
Los arrastreros de vapor se introdujeron en Grimsby y Hull en la década de 1880. En 1890 se calculaba que había 20.000 hombres en el Mar del Norte. La trainera de vapor no se utilizó en la pesca del arenque hasta 1897. El último arrastrero pesquero a vela se construyó en 1925 en Grimsby. Los diseños de los arrastreros se fueron adaptando a medida que cambiaba su forma de propulsión, de la vela al vapor alimentado por carbón en la Primera Guerra Mundial a los diesel y turbinas a finales de la Segunda Guerra Mundial.
En 1931, Laurie Jarelainen creó el primer tambor accionado. El tambor era un dispositivo circular que se colocaba a un lado del barco y recogía las redes. Desde la Segunda Guerra Mundial, se ha generalizado el uso de radioayudas a la navegación y localizadores de peces. Los primeros arrastreros pescaban por el costado, en lugar de por la popa. El primer arrastrero de popa construido expresamente fue el Fairtry, construido en 1953 en Aberdeen, Escocia. El buque era mucho más grande que cualquier otro arrastrero entonces en funcionamiento e inauguró la era de los "superarrastreros". Al tirar de sus redes por la popa, el barco podía levantar un botín mucho mayor, de hasta 60 toneladas. El barco sirvió de base para la expansión de los "super arrastreros" por todo el mundo en las décadas siguientes.

### Pesca recreativa

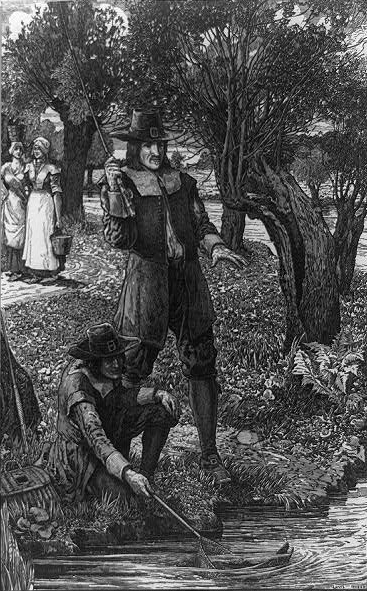
El libro de Izaak Walton The Compleat Angler, publicado en 1653 ayudó a popularizar la pesca con mosca como deporte.
Woodcut by Louis Rhead.

La evolución temprana de la pesca como recreación no está clara. Por ejemplo, existe evidencia anecdótica de pesca con mosca en Japón, sin embargo, es probable que la pesca con mosca haya sido un medio de supervivencia, en lugar de recreación. El primer ensayo en inglés sobre la pesca recreativa fue publicado en 1496 por Dame Juliana Berners, la priora del Sopwell Nunnery benedictino. El ensayo se tituló Tratado de Fysshynge con ángulo, e incluía información detallada sobre las aguas de pesca, la construcción de cañas y líneas, y el uso de cebos naturales y artificiales moscas.
La pesca recreativa dio un gran salto adelante después de la Guerra Civil Inglesa, donde un nuevo interés en la actividad dejó su huella en los muchos libros y tratados que se escribieron sobre el tema en ese momento. Leonard Mascall en 1589 escribió "A booke of Fishing with Hooke and Line" junto con muchos otros que produjo en su vida sobre la caza y la vida silvestre en Inglaterra en ese momento. The Compleat Angler fue escrito por Izaak Walton en 1653 (aunque Walton continuó añadiéndole material durante un cuarto de siglo) y describía la pesca en el río Wye en Derbyshire. Era una celebración del arte y el espíritu de la pesca en prosa y verso. Una segunda parte del libro fue añadida por el amigo de Walton Charles Cotton.
Charles Kirby diseñó un anzuelo de pesca mejorado en 1655 que permanece relativamente sin cambios hasta el día de hoy. Continuó inventando la curva de Kirby, un gancho distintivo con un punto desplazado, que todavía se usa comúnmente en la actualidad.
El siglo XVIII fue principalmente una época de consolidación de las técnicas desarrolladas en el siglo anterior. A lo largo de las cañas de pescar comenzaron a aparecer anillas, lo que dio a los pescadores un mayor control sobre la línea de lanzamiento. Las cañas en sí también se estaban volviendo cada vez más sofisticadas y especializadas para diferentes funciones. Las varillas articuladas se hicieron comunes a partir de mediados de siglo y el bambú pasó a utilizarse para la parte superior de la caña, lo que le dio mucha más resistencia y flexibilidad..
La industria también se comercializó: las cañas y los aparejos se vendían en la tienda haberdashers. Después del Gran Incendio de Londres en 1666, los artesanos se trasladaron a Redditch, que se convirtió en un centro de producción de productos relacionados con la pesca desde la década de 1730. Onesimus Ustonson estableció su tienda en 1761 y su establecimiento se mantuvo como líder del mercado durante el próximo siglo. Recibió una Autorización Real de tres monarcas sucesivos comenzando con el rey Jorge IV. También inventó el carrete de pesca. La comercialización de la industria llegó en un momento de mayor interés en la pesca como pasatiempo recreativo para los miembros de la aristocracia.
El impacto de la Revolución Industrial se sintió por primera vez en la fabricación de líneas para moscas. En lugar de que los pescadores retuerzan sus líneas, un proceso laborioso y lento, las nuevas máquinas de hilar textiles permitieron fabricar y comercializar fácilmente una variedad de líneas cónicas.
La pesca con mosca británica continuó desarrollándose en el siglo XIX, con la aparición de clubes de pesca con mosca, junto con la aparición de varios libros sobre el tema del atado de moscas y técnicas de pesca con mosca.
A mediados y finales del siglo XIX, la expansión de las oportunidades de ocio para las clases media y baja comenzó a tener su efecto en la pesca con mosca, que creció constantemente en el atractivo masivo. La expansión de la red ferroviaria en Gran Bretaña permitió por primera vez a los menos pudientes realizar viajes de fin de semana a la costa de los ríos para pescar. Los aficionados más ricos se aventuraron más lejos en el extranjero. Los grandes ríos de Noruega repletos de grandes poblaciones de salmón comenzaron a atraer a pescadores de Inglaterra en grandes cantidades en el mediados de siglo – La guía de Jones para Noruega y el compañero de bolsillo del pescador de salmón, publicada en 1848, fue escrita por Frederic Tolfrey y fue una guía popular del país.
El diseño moderno de carretes había comenzado en Inglaterra durante la última parte del siglo XVIII, y el modelo predominante en uso se conocía como el 'ril Nottingham'. El carrete era un tambor ancho que se enrollaba libremente y era ideal para permitir que el cebo se alejara mucho con la corriente. Los carretes multiplicadores con engranajes nunca tuvieron éxito en Gran Bretaña, pero tuvieron más éxito en los Estados Unidos, donde modelos similares fueron modificados por George Snyder de Kentucky en su carrete de lanzamiento de carnada, el primer diseño fabricado en Estados Unidos en 1810.
El material utilizado para la caña en sí cambió de las maderas pesadas nativas de Inglaterra a variedades más ligeras y elásticas importadas del extranjero, especialmente de América del Sur y las Indias Occidentales. Las cañas de bambú se convirtieron en la opción generalmente favorecida desde mediados del siglo XIX, y varias tiras del material se cortaron de la caña, se molieron en forma y luego se pegaron para formar las cañas hexagonales ligeras y fuertes con un núcleo sólido. que eran superiores a todo lo que les precedía. George Cotton y sus predecesores pescaban sus moscas con cañas largas y líneas ligeras que permitían que el viento hiciera la mayor parte del trabajo de llevar la mosca al pez.

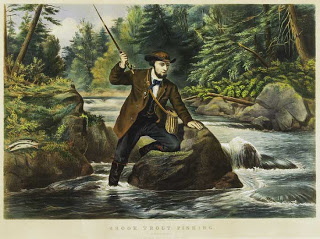
La pesca se convirtió en una actividad recreativa popular en el. Estampa de Currier and Ives.

El diseño del equipo comenzó a mejorar a partir de la década de 1880. La introducción de nuevas maderas en la fabricación de cañas de mosca hizo posible lanzar moscas al viento sobre hilos de seda, en lugar de pelo de caballo. Estas líneas permitieron una distancia de lanzamiento mucho mayor. Sin embargo, estas primeras líneas de mosca resultaron problemáticas, ya que tenían que cubrirse con varios apósitos para que flotaran y debían sacarse del carrete y secarse cada cuatro horas más o menos para evitar que se empaparan. Otra consecuencia negativa fue que se hizo más fácil que la tanza, mucho más larga, se enredara; esto se denominó 'enredo' en Gran Bretaña y 'contragolpe' en los EE. UU. Este problema impulsó la invención del regulador para enrollar uniformemente la tanza y evitar que se enrede.
El estadounidense Charles F. Orvis diseñó y distribuyó un nuevo diseño de carrete y mosca en 1874, descrito por el historiador de carretes Jim Brown como el "punto de referencia del diseño de carrete estadounidense" y el primer carrete de mosca completamente moderno.
Albert Illingworth, primer barón Illingworth un magnate textil, patentó la forma moderna de carrete giratorio fijo en 1905. Al lanzar el diseño del carrete de Illingworth, la línea se extrajo del borde delantero del carrete pero fue restringida y rebobinada por un captador de línea, un dispositivo que orbita alrededor del carrete estacionario. Debido a que la línea no tenía que tirar contra un carrete giratorio, se podían lanzar señuelos mucho más livianos que con carretes convencionales.
El desarrollo de cañas de fibra de vidrio económicas, líneas de mosca sintéticas y líderes de monofilamento a principios de la década de 1950, que revivió la popularidad de la pesca con mosca.

## Modalidades

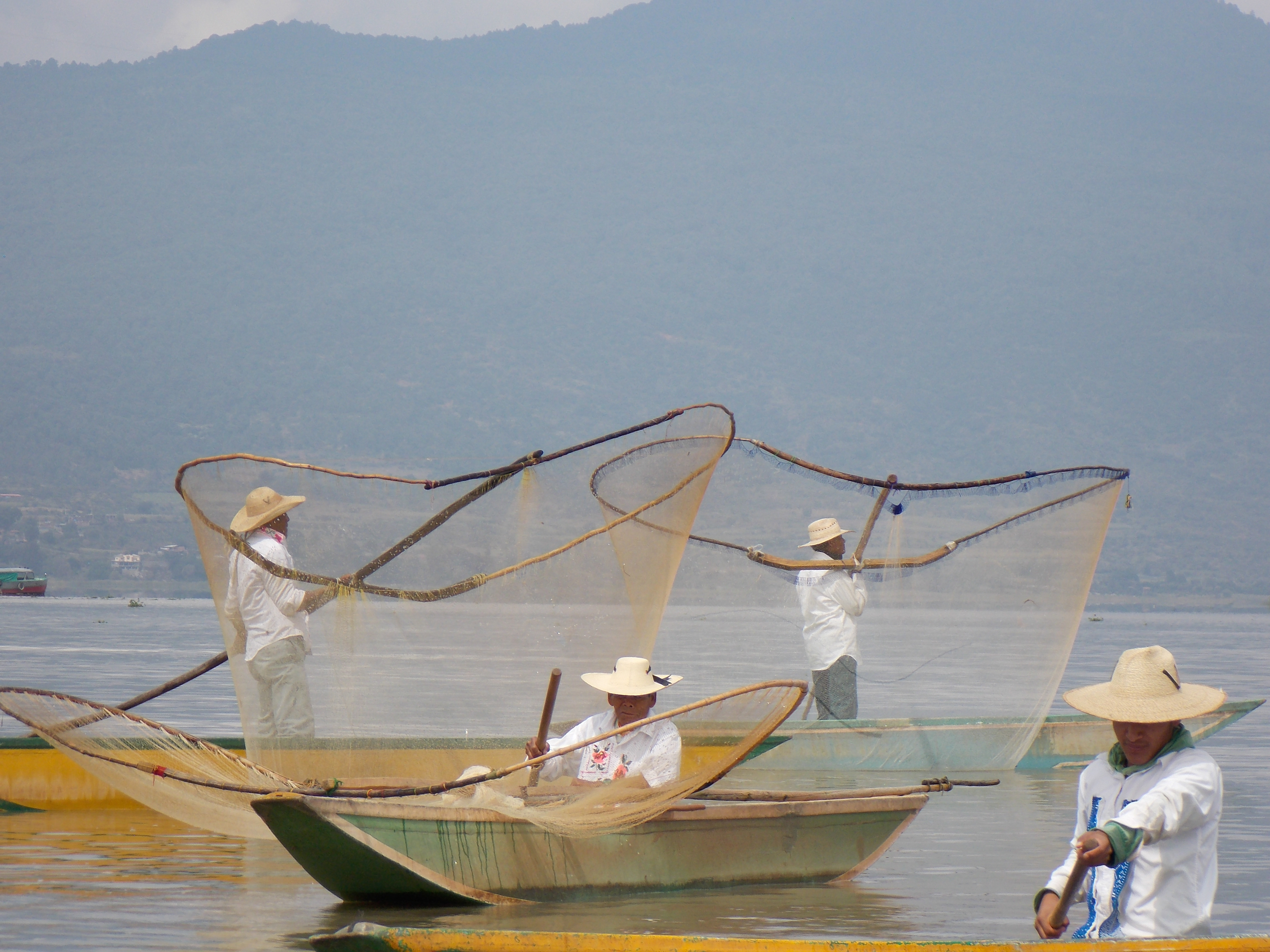
Pesca en Pátzcuaro, Michoacán, México.

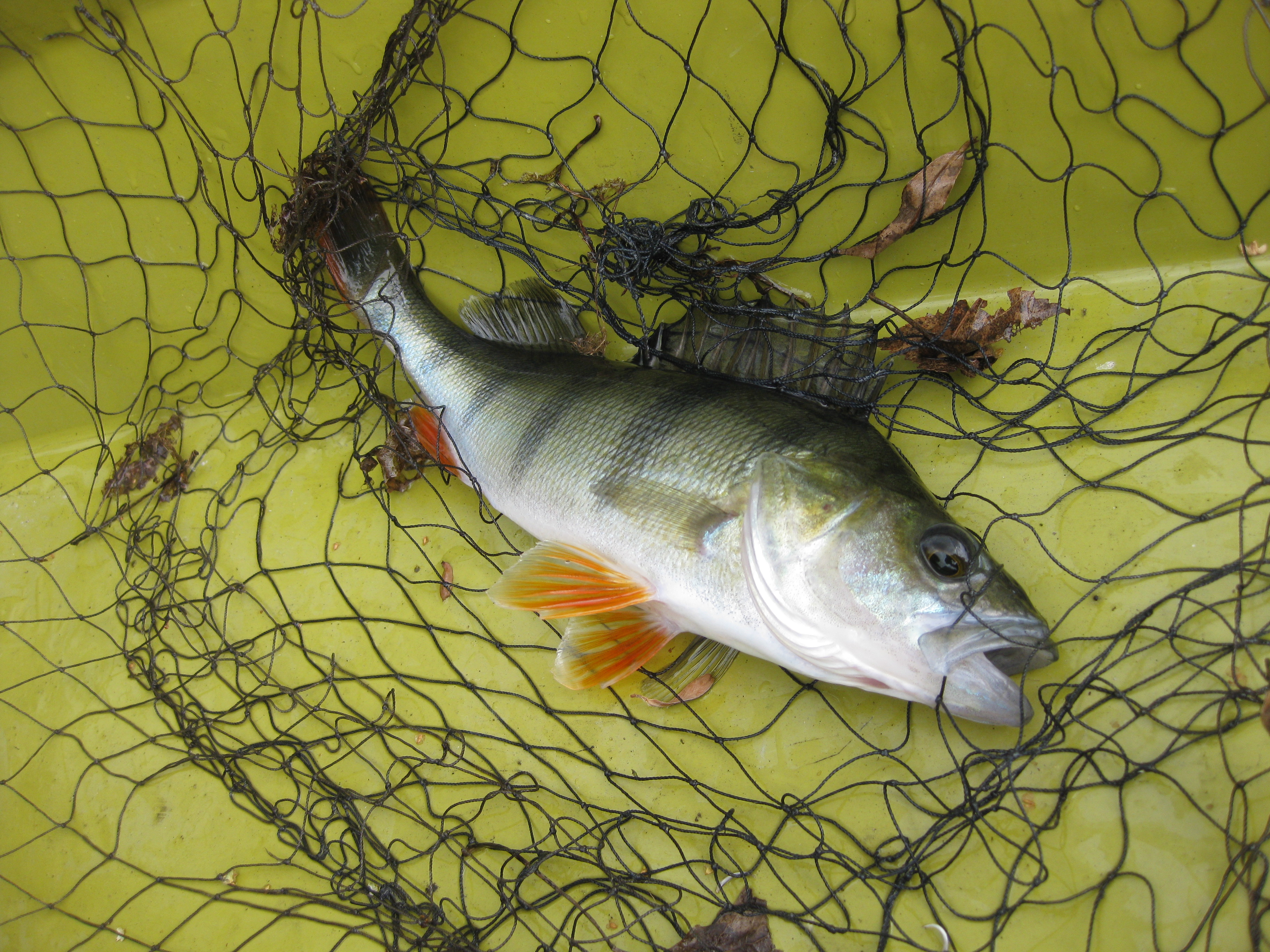
Una perca capturada en redes.

Entre las artes de pesca más comunes se pueden citar la de arrastre, la pesca al cerco, la pesca al curricán, la almadraba, el trasmallo, la pesca a palangre y las redes de deriva.
Pero para llevarlas a cabo existen modalidades, que se suelen dividir en pesca deportiva y comercial. Esta última se puede considerar industrial, artesanal o sostenible, dependiendo de la envergadura de las técnicas empleadas y del carácter de la actividad

### Pesca deportiva
La pesca deportiva es la actividad pesquera que se realiza por ocio o competencia. El motivo es lúdico principalmente, aunque hay diversos tipos de competencias. Esta actividad está regida por la legislación de las diferentes administraciones, que reglan el uso de artes y aparejos, delimitando el cupo de capturas y su tamaño según especies. También gestionan el uso y actividad de los diferentes hábitats.
Cuando esta actividad pasa de ser mero ocio o afición a ser del ámbito deportivo, pasa a gestionarse por las diferentes federaciones de pesca, tanto a nivel regional como nacional, organizando concursos, campeonatos y actividades a todos los niveles. El número global estimado de pescadores recreativos varía de 220 millones a un número máximo de 700 millones de pescadores a nivel mundial, que se cree que es el doble de la cantidad de personas que trabajan como pescadores comerciales. Solo en los Estados Unidos, se estimó que 50,1 millones de personas se dedicaban a actividades de pesca en ambientes de agua de mar y de agua dulce.
La diferencia de pesca tanto de estilos como de aparejos, varían tanto como los entornos en los que se desarrollan, como la especie a capturar. La pesca deportiva se desarrolla mediante dos instrumentos principales: caña y carrete, los cuales se subdividen a su vez según la clase de equipo que se usa en spinning, baitcasting, convencional y mosca.
La pesca de gran juego es la pesca de los barcos para atrapar grandes especies de aguas abiertas, como atún, tiburones y marlin. La pesca deportiva (a veces la pesca del juego) es la pesca recreativa donde la recompensa principal es el desafío de encontrar y atrapar a los peces en lugar del valor culinario o financiero de la carne del pez. Los peces buscados incluyen Tarpon, Sailfish, Mackerel y muchos otros.

### Pesca comercial
La pesca comercial es la actividad pesquera efectuada con fines de beneficio comercial. Originariamente era el sustento de algunas poblaciones costeras o isleñas.
Esta actividad actúa de referencia para identificar los grandes grupos de pesca: en agua salada (desarrollada en la masa de agua oceánica) y en agua dulce (practicada en aguas continentales como ríos, embalses o lagos). Esta distinción suele realizarse también a nivel legislativo, ya que está regulada por los diferentes Estados, correspondiendo las competencias en la materia a diferentes administraciones.
Según la distancia de la costa a los caladeros y de cómo se realizan las actividades pesqueras, estas pueden ser: pesca de bajura, pesca de altura y pesca de gran altura.
Hoy en día se han industrializado los sistemas de pesca, aunque en algunos países se siguen usando artes de pesca tradicionales para la obtención de recursos hidrobiológicos. Por ello, y según el fin económico, esta pesca se puede distinguir entre pesca artesanal y pesca industrial.
En 2021, solo el 62,3 % de las poblaciones de peces marinos se encontraban dentro de niveles biológicamente sostenibles, lo que representa una caída de 2,3 puntos porcentuales respecto a 2019.

#### Pesca de supervivencia
La pesca de supervivencia o pesca artesanal es practicada mayormente por comunidades originarias con técnicas que han permanecido casi inalteradas por siglos.
Esta pesca no se realiza con fines de explotación comercial, sino para ayudar al sustento de las comunidades o familias que la practican, y son una expresión de su cultura y tradiciones
En muchos lugares, los pesqueros artesanales celebran su fiesta el día 1 de abril de cada año.

#### Pesca industrial
La pesca industrial es un tipo de pesca que tiene como objetivo obtener un gran número de peces capturados. Para ello, se necesita: capital para equipar a los barcos e investigar nuevos sistemas de pesca, tecnología avanzada para aumentar el volumen de capturas y, por lo tanto, que la actividad sea rentable.